# Fate/unlimited codes
Fate/unlimited codes (яп. フェイト／アンリミテッドコード Фэйто/анримитэддо ко:до) — компьютерная игра для семейства PlayStation в жанре файтинг, разработанная компанией Eighting. Игровой процесс Fate/unlimited codes построен на сражении в трёхмерном пространстве между двумя персонажами, применяющими комбинации ударов для снижения очков здоровья оппонента до нулевой отметки. В основе сюжета игры лежат базовые принципы визуального романа Fate/stay night, повествующего о событиях «Войны Святого Грааля» в японском городе Фуюки. В качестве персонажей помимо Fate/stay night были использованы герои других произведений франшизы Fate — Fate/hollow ataraxia и Fate/Zero.
Разработка проекта была начата компанией Cavia, но из-за возникших финансовых трудностей дальнейшая работа была продолжена Eighting. Игра была издана в Японии компанией Capcom 11 июня 2008 года для аркадных автоматов системы Namco System 246 и 18 декабря 2008 года для PlayStation 2. 18 июня 2009 года состоялся релиз портированной версии для PlayStation Portable, а 3 и 10 сентября 2009 года эта версия игры была выпущена на территории Северной Америки и Евросоюза, соответственно, и распространялась через сервис цифровой дистрибуции PlayStation Store. По причине истечения лицензии 12 июня 2012 года распространение игры за пределами Японии было прекращено.

## Игровой процесс

Битва между Гильгамешем (справа) и Сиро (слева). Применение суперприёма «Энума элиш» Гильгамешем.

Как и в других играх жанра, игровой процесс Fate/unlimited codes построен на сражении между двумя персонажами, применяющими комбинации ударов для снижения очков здоровья оппонента до нулевой отметки. Игрок проводит серию боёв до двух или трёх (в зависимости, от установленного игроком значения) побед один на один с компьютерными противниками либо с другим игроком. Время отдельных раундов может быть ограниченным или неограниченным, в зависимости от установок игрока. В зависимости от использованных комбинаций и нанесённого с их помощью урона по ходу раунда происходит начисление очков, используемых для статистического подсчёта успешности прохождения игры в отдельных режимах.
Игра представляет собой трёхмерный файтинг, основанный на использовании ширины и высоты игрового поля с возможностью движения вглубь арены только для уклонения от атаки. Управление атаками персонажей осуществляется посредством настраиваемой трёхкнопочной системы геймпада; четвёртая кнопка применяется для отмены собственных начатых комбинаций и блокирования выпадов противника. При использовании кнопок атаки происходит накопление двух типов энергетических шкал — магической энергии и энергии Святого Грааля. Шкала магической энергии разделена на три ячейки, позволяющие усиливать и дополнять стандартные типы атак (англ. Magic Burst). Ячейки заполняются индивидуально для каждого игрока, после применения запас энергии должен восполняться. Накопление энергии Святого Грааля происходит одновременно для обоих оппонентов и открывает возможность использовать «суперприёмы» (англ. Holy Grail Burst Super Move), на которые расходуется магическая энергия. Сила и тип суперприёма различается в зависимости от количества затраченной для его активации магической энергии. У части персонажей (Котоминэ, Базетт и Рин) также наличествуют ограниченное и невосстанавливаемое число специальных предметов, необходимых для проведения уникальных дистанционных атак. В игре существует четыре настраиваемых в промежутках между матчами уровня сложности.

### Режимы
В Fate/unlimited codes представлены семь игровых режимов:
- Аркада (англ. Arcade). Однопользовательский режим с сюжетной линией, индивидуальной для каждого персонажа. От выбранного игроком персонажа требуется одержать восемь последовательных побед в матчах с заранее предусмотренными по сюжету противниками[8]. В промежутках между сражениями демонстрируются статичные фоновые изображениями с озвученными диалогами, рассказывающими о мотивах и итогах Войны Святого Грааля для каждого из героев[3]. Победы в режиме «Аркада» позволяют открывать заблокированный дополнительный контент (альтернативные варианты костюмов, фоновые изображения и часть персонажей)[8].
- Миссия (англ. Mission). Однопользовательский режим, направленный на решение особых игровых задач по ходу матча. Существует четыре типа задач: Style Combo (воспроизведение заданной комбинации ударов), Damage Combo (воспроизведение заданного урона очкам здоровья противника от любой комбинации ударов), Skill (достижение победы над оппонентом с использованием определённого приёма или в рамках особых ограничительных условий) и дополнительная миссия, разблокируемая по мере выполнения остальных задач. Дополнительная миссия представляет уникальную для каждого персонажа аркадную мини-игру (например, скоростное поедание мапо тофу[англ.] (Котоминэ) или стрельба заклинаниями по Эмии Сиро (Рин))[6]. Матчи в режиме ограничены единственным раундом.
- Выживание (англ. Survival). Однопользовательский режим, представляющий из себя сражение с непрекращающимся потоком противников до полного истощения запаса собственных очков здоровья[9].
- Обучение (англ. Tutorial). Обучение основам игрового процесса, разбитое на отдельные уроки по освоению различных приёмов ведения боя[9].
- Режим зрителя (англ. Spectate). Режим, состоящий в наблюдении боя между двумя выбранными персонажами, управляемыми искусственным интеллектом[9].
- Сражение против компьютера (англ. VS — CPU). Однопользовательский режим. Сражение происходит между игроком и искусственным интеллектом в рамках выбранных игроком параметров матча и игровых персонажей[3].
- Сражение против второго игрока (англ. VS — 2P). PvP-режим. Сражение между двумя игроками на аркадных автоматах и PlayStation 2 проходит через подключение дополнительного геймпада к игровому устройству. Для PlayStation Portable связь осуществляется через локальную многопользовательскую систему AdHoc; соединение с онлайн-сервисом PlayStation Network не предусмотрено[10].

### Персонажи
В версии игры для аркадных автоматов представлены 13 доступных для игры персонажей, в версиях для PlayStation были добавлены ещё пять героев. 14 из 18 персонажей представляют героев Fate/stay night, 2 — Fate/hollow ataraxia, 1 — Fate/Zero. Один персонаж — Сэйбер Лили — является уникальным непосредственно для Fate/unlimited codes и представляет собой вариант героини Сэйбер в особом наряде, использующей меч из камня вместо стандартного Экскалибура. Озвучивание персонажей во всех версиях игры выполнено на японском языке.
| Персонажи в Fate/unlimited codes  | Персонажи в Fate/unlimited codes | Персонажи в Fate/unlimited codes | Персонажи в Fate/unlimited codes | Персонажи в Fate/unlimited codes |
| Персонаж                          | Первичный источник персонажа     | Наличие в версии                 | Наличие в версии                 | Сэйю                             |
| Персонаж                          | Первичный источник персонажа     | Аркада                           | PS2 / PSP                        | Сэйю                             |
| --------------------------------- | -------------------------------- | -------------------------------- | -------------------------------- | -------------------------------- |
| Арчер (англ. Archer)              | Fate/stay night                  | +                                | +                                | Дзюнъити Сувабэ                  |
| Ассасин (англ. Assassin)          | Fate/stay night                  | +                                | +                                | Синъитиро Мики                   |
| Берсеркер (англ. Berserker)       | Fate/stay night                  | +                                | +                                | Тадахиса Сайдзэн                 |
| Гильгамеш (англ. Gilgamesh)       | Fate/stay night                  | +                                | +                                | Томокадзу Сэки                   |
| Кастер (англ. Caster)             | Fate/stay night                  | +                                | +                                | Ацуко Танака                     |
| Котоминэ (англ. Kotomine)         | Fate/stay night                  | +                                | +                                | Дзёдзи Наката                    |
| Лансер (англ. Lancer)             | Fate/stay night                  | +                                | +                                | Нобутоси Канна                   |
| Лувиагелита (англ. Luviagelita)   | Fate/hollow ataraxia             | +                                | +                                | Сидзука Ито                      |
| Райдер (англ. Rider)              | Fate/stay night                  | +                                | +                                | Ю Асакава                        |
| Рин (англ. Rin)                   | Fate/stay night                  | +                                | +                                | Кана Уэда                        |
| Сакура (англ. Sakura)             | Fate/stay night                  | +                                | +                                | Норико Ситая                     |
| Сиро (англ. Shiro)                | Fate/stay night                  | +                                | +                                | Нориаки Сугияма                  |
| Сэйбер (англ. Saber)              | Fate/stay night                  | +                                | +                                | Аяко Кавасуми                    |
| Базетт (англ. Bazett)             | Fate/hollow ataraxia             | —                                | +                                | Хитоми Набатамэ                  |
| Зеро Лансер (англ. Zero Lancer)   | Fate/Zero                        | —                                | +                                | Хикару Мидорикава                |
| Лейзритт (англ. Leysritt)         | Fate/stay night                  | —                                | +                                | Михо Миягава                     |
| Сэйбер Альтер (англ. Saber Alter) | Fate/stay night                  | —                                | +                                | Аяко Кавасуми                    |
| Сэйбер Лили (англ. Saber Lily)    | —                                | —                                | +                                | Аяко Кавасуми                    |

## Сюжет
Как и визуальный роман Fate/stay night, сюжет Fate/unlimited codes повествует о событиях пятой «Войны Святого Грааля» (яп. 聖杯戦争 Сэйхай Сэнсо:) — тайного состязания между магами, происходившего в японском городе Фуюки (яп. 冬木) в феврале 2004 года. По правилам войны в ней участвуют семь магов, получивших титул «мастера» (англ. Master) по решению самого Святого Грааля и призывающих с его помощью семерых «слуг» (англ. Servant), являющихся материализованными духами мифологических и легендарных личностей. Долг слуги — в ходе войны устранить всех других призванных героев для возможности призыва Святого Грааля, способного исполнить любое желание победителя. В режиме «Аркада» представлено соперничество между героями романа, соответствующее последовательной хронологии сюжетных арок первоисточника. Споры между союзниками по сюжету, внутренние противоречия персонажей и тренировки также представлены в виде сражений. Окончание сюжетной кампании для каждого из героев означает победу в Войне Святого Грааля.

## Разработка

Дизайн костюма Сэйбер Лили.

Идея разработки игры жанра файтинг, основанной на сеттинге и персонажах Fate/stay night, принадлежала соучредителю и иллюстратору компании Type-Moon Такаси Такэути. Во время последних приготовлений к выпуску визуального романа в конце 2003 года он со сценаристом Киноко Насу увлекался файтингом Gotcha Force производства Capcom и под впечатлением от игрового процесса этой игры решил заняться идеей перевода базовых принципов Fate/stay night в форму противоборства двух оппонентов за игровой приставкой.
В 2007 году Type-Moon совместно с компанией Cavia под эгидой Capcom был выпущен комедийный файтинг в тиби-стилистике Fate/tiger colosseum. Затем эти компании начали планирование сценария новой игры того же жанра, предназначенной для игровых автоматов системы Namco System 246 с последующим портированием на PlayStation 2, получившей название Fate/unlimited codes. Со стороны издателя продюсером был назначен Кадзухиро Цутия, со стороны Type-Moon контроль за проектом осуществлял лично Такэути. Однако на стадии первичного геймдизайна летом 2007 года Cavia из-за возникших финансовых трудностей была вынуждена произвести сокращение персонала и временно приостановить разработку всех новых проектов, в том числе и Fate/unlimited codes.
При посредничестве Цутии в этом же году все материалы будущей игры были переданы компании Eighting. Ведущим программистом проекта стал Юки Тагава, дизайнером 3D-моделей — Нобуюки Ириэ, а руководителем от разработчика был утверждён Наото Нарусэ. В основу игрового процесса были положены способности персонажей оригинального визуального романа — так называемые «благородные фантазмы» (яп. 宝具 Хо:гу), представляющие собой уникальные умения героев-«слуг», активируемые при помощи магической энергии. Для остальных персонажей, не обладавших «благородными фантазмами», эти удары были придуманы с учётом специфики каждого героя, сформулированной в первоисточниках. Верхний предел урона всех суперприёмов для создания игрового баланса был установлен единым для всех персонажей и составил 7000 очков здоровья, несмотря на то, что в Fate/stay night подобные удары обладали различной мощью. В качестве арен для сражений были использованы смоделированные локации визуального романа. Сценарий сюжетных линий каждого персонажа был написан Киноко Насу, хотя позже Такэути признавал, что из-за многочисленных упрощений относительно первоисточника эти истории могут быть признаны неполноценными в среде фанатов вселенной Fate.
На роль графического дизайнера персонажей был приглашён Рюдзи Хигураси, ранее выступавший в этой же должности при создании Gotcha Force. Хигураси вместе с Такэути и сотрудниками Type-Moon были выполнены все графические материалы будущей игры, в строгом соответствии со стилистическими особенностями дизайна Fate/stay night. Изначально персонаж Сэйбер Лили был создан Такаси Такэути, как вариант альтернативного костюма для Сэйбер, основанный на наряде из сюжетной арки Unlimited Blade Works визуального романа, и получил своё название из-за схожести цвета и формы платья с цветком белой лилии. После выпуска игры на аркадных автоматах Сэйбер Лили получила много положительных отзывов от фанатов и в отличие от игровых костюмов прочих персонажей при портировании игры на PlayStation 2 была снабжена собственным именем, отображаемым в интерфейсе матча. Первоначально планировалось включить персонажа только в ограниченное издание игры, однако в дальнейшем он был добавлен и в стандартную версию, а в 2017 году использован и получил полноценную сюжетную предысторию в новой игре компании Type-Moon — Fate/Grand Order.
Звуковое сопровождение игры было выполнено компанией Basiscape, создавшей новые фоновые музыкальные композиции, а также проведшую аранжировку оригинальных треков визуального романа Fate/stay night. В качестве открывающей композиции певицей Сати Таинакой была исполнена песня «code», позже выпущенная ей как сингл.

## Издание
21 ноября 2007 года о ведущейся разработке игры и концепции её игрового процесса было впервые сообщено прессе. С 1 по 3 февраля 2008 года было проведено первое закрытое тестирование игры на аркадных автоматах в развлекательных центрах Канагавы, Осаки, Кагавы и Фукуоки; тогда же стало известно о намеченном выпуске игры в июне того же года. Первая демоверсия Fate/unlimited codes была представлена широкой публике в феврале 2008 года на выставке AOU 2008 Amusement Expo в городе Тиба. 11 июня 2008 года состоялся выпуск версии для аркадных автоматов. В августе того же года вице-президент компании Capcom Кристиан Свенссон отметил, что игра имеет шансы получить локализацию на английском языке.
В октябре 2008 года ранняя версия Fate/unlimited codes для PlayStation 2 была представлена на ежегодной выставке Tokyo Game Show в числе других продуктов Capcom. По сравнению с версией для аркадных автоматов в игру были добавлены новые персонажи с собственными миссиями в режиме «Аркада» (кроме Сэйбер Лили) и «Миссии». Выпуск игры состоялся 18 декабря 2008 года. Помимо стандартной версии, одновременно выпущена и ограниченная партия в комплекте с фигуркой Сэйбер Лили производства Figma. По итогам декабря 2008 года Fate/unlimited codes стала второй по числу проданных копий в Японии среди игр PlayStation 2, уступив лишь Gundam Musou 2, и девятой среди всех компьютерных игр.
13 февраля 2009 года Capcom было объявлено о предстоящем портировании Fate/unlimited codes для PlayStation Portable. По словам Кадзухиро Цутии, выпуск на новой платформе должен был способствовать большему удобству PvP-режима игры. В обновлённой версии был увеличен объём дополнительного контента для разблокирования по системе достижений, а также произведена оптимизация работоспособности и модернизирован механизм обучающего задания в сторону упрощения для игроков, незнакомых с жанром файтинга. Изменения коснулись и базовых основ игрового процесса — была переработана система уклонения от атак противника и произведены соответствующие изменения в способностях персонажей для их балансировки. 13 и 14 июня 2009 года в различных магазинах Акихабары была проведена демонстрация обновлённой версии игры, а 18 июня она официально поступила в продажу на территории Японии. 3 и 10 сентября 2009 года эта версия игры была выпущена на территории Северной Америки и Евросоюза, соответственно, и распространялась в отличие от японской версии только через сервис цифровой дистрибуции PlayStation Store. По причине истечения лицензии 12 июня 2012 года распространение игры за пределами Японии было прекращено, и она была изъята из онлайн-магазина.
В 2009 году игра была номинирована NAVGTR на звание «лучшего файтинга года», но уступила титул «Hack and slash»-игре MadWorld производства Platinum Games.

## Критика
| Сводный рейтинг       | Сводный рейтинг |
| Агрегатор             | Оценка          |
| --------------------- | --------------- |
| GameRankings          | 74,22 %         |
| Metacritic            | 72 %            |
| Иноязычные издания    |                 |
| Издание               | Оценка          |
| GameSpot              | 7/10            |
| IGN                   | 8,2/10          |
| Gaming Age            | C+              |
| MeriStation           | 7/10            |
| PSi                   | 82/100          |
| PS Lifestyle          | 6/10            |
| YARS                  | 3,5/5           |
| Русскоязычные издания |                 |
| Издание               | Оценка          |
| «Страна игр»          | 7,0/10          |
| Gamer-Info            | 4,3/5           |

Fate/unlimited codes получила положительные отзывы критиков, для которых стало неожиданностью появление локализованной версии игры на английском языке, несмотря на отсутствие официального издания визуального романа Fate/stay night и какой-либо серьёзной рекламной кампании франшизы Fate за пределами Японии. Кроме того, из-за состоявшегося в начале сентября 2009 года выпуска файтинга Soulcalibur: Broken Destiny, практически совпавшего с появлением PSP-версии Fate/unlimited codes для Северной Америки и Евросоюза, большинство рецензентов проводили сравнение между этими двумя играми.
Графическая составляющая игры была воспринята с отдельными нареканиями. В частности, обозреватель журнала «Страна игр» Евгений Закиров отмечал применение для моделирования персонажей низкополигональной сетки, к которой, по мнению Вилльяма ван Дейка из MeriStation, требовалось привыкание игрока. Однако если Закиров считал данный недостаток некритичным для PSP-версии, то ван Дэйк сделал вывод, что графика игры сильно уступает Soulcalibur: Broken Destiny и Dissidia Final Fantasy. Из-за этого же эффекта критик интернет-портала PS Illustrated Мэтт Хэнчи назвал лица персонажей попросту «кривыми». С положительной стороны Закиров и ван Дейк выделяли использование сэл-шейдинговой анимации, позволившее, по их словам, «создать соответствие духу первоисточника». Рецензент интернет-портала Anime News Network Тодд Сиолек в качестве достоинства игры указывал на сдержанный дизайн персонажей, особенно в сравнении с серией Guilty Gear. Большинство критиков в дополнение к этому подчёркивало хорошую детализацию костюмов каждого из героев, а также проработку и разнообразие анимации и спецэффектов. По мнению Кэролин Петит из GameSpot, в Fate/unlimited codes были применены очень разнообразные ракурсы, позволившие разнообразить общий визуальный ряд. Мэтт Хэнчи также отмечал хорошее качество фоновых изображений, использованные в кат-сценах, однако признался, что вместо них предпочёл бы видеть полноценное анимированное внутриигровое видео.
Неоднозначно было воспринято использование японского озвучивания в локализованной английской версии игры: часть обозревателей выделяла данный факт в качестве достоинства, подчёркивающего связь с Fate/stay night, другая же считала это недостатком, сказывающимся на трудностях понимания сюжета. Тем не менее, японское озвучивание было единодушно признано качественным. Разошлись мнения и в оценке фоновой звуковой дорожки, разнившиеся от восприятия её как «приятной» и «дополняющей игровой процесс» до «рядовой смеси электроник-рока и джей-попа» и «незапоминающейся».
Наиболее слабым элементом игры, по мнению большинства критиков, была признана подача сюжета. На взгляд Вилльяма ван Дейка, знакомого с материалом первоисточника, история была представлена таким образом, что не могла найти отклик в среде игроков: для фанатов серии она представлялась бы «излишне упрощённой», а для новичков — «чрезмерно запутанной». Это предположение подтвердилось оценками рецензентов, впервые столкнувшихся с франшизой Fate и испытывавших трудности в понимании основ Войны Святого Грааля. Кэролин Петит отмечала, что обильное использование отсылок к предыстории сеттинга без дополнительных объяснений «лишь расстраивало игроков». Тем не менее, часть критиков сочла проблему слабости сюжетных линий общей для жанра файтинга как такового.
Главным достоинством Fate/unlimited codes обозреватели называли созданную систему боя и разнообразных комбинаций ударов. По мнению Вилльяма ван Дейка, хотя игровой процесс этого файтинга и не привнёс никаких новшеств с точки зрения жанра, итоговая комбосистема получилась уникальной и выполненной на высоком уровне. Рецензенты выделяли лёгкость освоения основ игры, а также удобство и простоту управления, понятного для новичков жанра и не требовавшего обязательного использования джойстика и унифицированной для большинства персонажей. Игра была признана хорошо сбалансированной по силе отдельных персонажей, что было реализовано благодаря различию в скорости и преимущественном типе атак между сильными и слабыми бойцами. Обозреватели отмечали, что способности каждого героя соответствуют его умениям в визуальном романе и отличаются своеобразием, требующим от игрока выработки стратегии применения отдельных приёмов под конкретного противника. Среди режимов игры обозреватели преимущественно выделяли «Миссии», хорошо подходившие, по их мнению, как для обучения различным приёмам ведения боя, так и для прохождения опытными игроками. Большое количество внутриигровых достижений было признано способствующим реиграбельности. Однако Евгений Закиров посчитал мини-игры в дополнительных миссиях выполненными «не столь интересно как в Street Fighter IV». По мнению обозревателей Gaming Age и PlayStation Lifestyle, награды за прохождение режима «Аркада», за исключением новых персонажей, не добавляли ничего нового к игровому процессу и сводились к коллекционированию. Среди игровых механик Кэролин Петит с положительной стороны выделяла систему суперприёмов, позволявшую при правильном использовании переламывать ход неудачных поединков. Все рецензенты отмечали низкие настройки искусственного интеллекта, отличавшегося пассивностью, из-за чего рекомендовали игрокам использовать наивысший уровень сложности, где эта проблема нивелировалась. Наиболее интересным был признан многопользовательский режим, позволявший полностью раскрыть технику боя каждого из персонажей, но отсутствие соединения через PlayStation Network делало, на взгляд критиков, затруднительным поиск оппонентов у игроков с низкой коммуникабельностью в реальной жизни.
По мнению обозревателя Gaming Age, существенным недостатком стало отсутствие уведомления игроков об изначально выключенном режима автосохранения, из-за чего могла быть потеряна часть прогресса в игре. Западными критиками также указывались орфографические ошибки в локализованной версии, невозможность приобретения игры на носителе Universal Media Disc, сокращение числа умений героев по сравнению с PS2-версией, а также высокая стоимость в сервисе дистрибуции PlayStation Store.
В целом, игра была названа «достойным» и «качественным» представителем жанра, хоть и уступающим по визуальному оформлению Soulcalibur: Broken Destiny. Тодд Сиолек назвал Fate/unlimited codes «одной из лучших адаптаций аниме в жанр файтинга». На взгляд Вилльяма ван Дейка и Кэролин Петит, игра являлась примером «хорошего баланса между простотой и глубиной игрового процесса», а также «очень умела пользовалась собственными достоинствами». Обозреватель Райан Клементс из IGN и вовсе назвал игровой процесс Fate/unlimited codes «более интересным, чем в Soulcalibur: Broken Destiny».